# Jablanica, Ilirska Bistrica
Jablanica este o localitate din comuna Ilirska Bistrica, Slovenia, cu o populație de 149 de locuitori.